# Flygande farmor
Flygande farmor (originaltitel: Flyvende farmor) är en dansk familjefilm från år 2001. Filmen regisserades av Steen Rasmussen och Michael Wikke, och det var även de två som skrev filmens manus.

## Handling
Det är sommarlov och den lilla flickan Eva vill gärna åka på semester. Men hennes föräldrar är alldeles för upptagna med sina arbeten - båda arbetar på en flygplats.
Evas farmor gillar att klä ut sig till jultomte och därför har Evas pappa fått henne inlagd på ett mentalsjukhus. Att han lagt in henne där beror ju givetvis inte helt på att hon klär ut sig till jultomte - hon går även omkring och letar efter en man som heter Åge, som hon påstår är Evas farfar. Evas pappa har aldrig träffat Åge och har aldrig fått se några bilder av honom, så därför tror han att Åge inte existerar.
Men Eva tror att Åge verkligen finns, så hon rymmer hemifrån och tar med sig farmor så att de kan ge sig ut och leta efter honom.

## Om filmen
Det är en familjefilm i musikal-form, och sångerna från filmen har getts ut på CD. Många av låtarna blev hits i Danmark.

## Rollista i urval
- Jytte Abildstrøm - Farmor
- Olivia Fuglsang-Laviana - Eva
- Nicolaj Kopernikus - Pappa
- Karin Møller E - Mamma
- Dario Campeotto - Åge
- Sissel Kyrkjebø - Skogshuggaren Inga